# Tchanátchón Džuangrúngruangkit
Tchanátchón Džuangrúngruangkit (* 25. listopadu 1978, Bangkok) je thajský opoziční politik a byznysman. V roce 2018 spoluzaložil stranu Budoucnost vpřed (Future Forward Party), kterou vedl až do jejího rozpuštění v roce 2020.

## Život
V letech 2002 až 2018 byl Džuangrúngruangkit viceprezidentem firmy Thai Summit Group, největšího thajského výrobce automobilových součástek.
V roce 2018 spoluzaložil stranu Budoucnost vpřed, která ve volbách v roce 2019 obsadila třetí místo. Hned v listopadu 2019 ho soud shledal vinným z porušení volebních zákonů a zbavil ho poslaneckého mandátu.
V únoru 2020 thajský soud jeho politickou stranu rozpustil a jejím 16 vůdcům zakázal na deset let působení v politice. Soud považoval za nezákonné, že miliardář Džuangrúngruangkit poskytl své straně půjčku.